# 堀河康親
堀河 康親（ほりかわ やすちか）は、江戸時代後期の公卿。刑部卿萩原員幹の子。参議堀河親実の養子。官位は従二位権中納言。主に仁孝天皇（120代）と孝明天皇（121代）の二代にわたり仕えた。岩倉使節団の団長、岩倉具視の実父。

## 経歴
文化7年（1810年）に元服と共に叙爵。始め親孝と名乗ったが、文政2年（1820年）に康親と改名した。文政5年（1823年）仁孝天皇の侍従となり、天保4年（1833年）に従三位に昇進して公卿に列する。安政2年（1855年）に参議となったが、翌年辞し、踏歌節会外弁となる。
安政5年（1858年）の安政の大獄の際に八十八卿として子の親賀、康隆（親賀の養子）と共に連座した。翌年権中納言となるが病のため職を辞し、まもなく病で薨去した。

## 系譜
- 父：萩原員幹 - 正二位・刑部卿
- 母：家女房
- 養父：堀河親実 - 従二位・参議
- 正室：勧修寺吉子 - 勧修寺経逸の娘
  - 次男：岩倉具視 - 岩倉具慶の婿養子、明治維新の功臣
  - 男子：堀河親賀 - 子爵
  - 女子：中御門富子 - 中御門経之侯爵夫人
  - 三男：藤大路納親 - 奈良華族
  - 男子：桜井供親 - 太秦供親、男爵、太秦家の祖
- 妻：家女房
  - 男子：堀河康隆 - 親賀の養子
  - 女子：堀河紀子 - 孝明天皇典侍
- 妻：万里小路建房の娘
- 孫：岩倉具定、岩倉具経、戸田極子、森寛子、岩倉道倶、他